# Леканто (Флорида)
Леканто (англ. Lecanto) — переписна місцевість (CDP) в США, в окрузі Цитрус штату Флорида. Населення — 6301 особа (2020).

## Географія
Леканто розташоване за координатами 28°49′21″ пн. ш. 82°30′3″ зх. д. / 28.82250° пн. ш. 82.50083° зх. д. (28.822447, -82.500804).  За даними Бюро перепису населення США в 2010 році переписна місцевість мала площу 69,78 км², з яких 69,76 км² — суходіл та 0,02 км² — водойми.

## Демографія
Згідно з переписом 2010 року, у переписній місцевості мешкали 5882 особи в 2184 домогосподарствах у складі 1502 родин. Густота населення становила 84 особи/км².  Було 2509 помешкань (36/км²).
Расовий склад населення:
| - 92,0 % — білих - 4,1 % — чорних або афроамериканців - 1,4 % — азіатів - 0,2 % — корінних американців |

До двох чи більше рас належало 1,5 %. Частка іспаномовних становила 4,6 % від усіх жителів.
За віковим діапазоном населення розподілялося таким чином: 16,2 % — особи молодші 18 років, 59,5 % — особи у віці 18—64 років, 24,3 % — особи у віці 65 років та старші. Медіана віку мешканця становила 48,6 року. На 100 осіб жіночої статі у переписній місцевості припадало 111,3 чоловіків;  на 100 жінок у віці від 18 років та старших — 112,5 чоловіків також старших 18 років.
Середній дохід на одне домашнє господарство  становив 52 598 доларів США (медіана — 43 058), а середній дохід на одну сім'ю — 63 726 доларів (медіана — 47 166). Медіана доходів становила 41 823 долари для чоловіків та 45 602 долари для жінок. За межею бідності перебувало 17,6 % осіб, у тому числі 34,0 % дітей у віці до 18 років та 8,6 % осіб у віці 65 років та старших.
Цивільне працевлаштоване населення становило 1580 осіб. Основні галузі зайнятості: освіта, охорона здоров'я та соціальна допомога — 26,8 %, науковці, спеціалісти, менеджери — 19,9 %, роздрібна торгівля — 13,3 %, мистецтво, розваги та відпочинок — 8,2 %.